# Геринг, Вальтер
Вальтер Якоб Геринг (Walter Jakob Gehring; 20 марта 1939, Цюрих — 29 мая 2014, Базель) — швейцарский молекулярный биолог, биолог развития.
Эмерит-профессор Базельского университета, член Леопольдины (1987) и Шведской королевской академии наук (1989), иностранный член Национальной академии наук США (1986), Лондонского королевского общества (1997), а также Французской академии наук (1998). Лауреат ряда высокопрестижных и международных премий.

## Биография
C 1952 года учился в Цюрихской реальной гимназии и в 1958 году получил аттестат зрелости (Matura).
В 1958—1965 годах изучал зоологию в Цюрихском университете (в 1963 году получил диплом), занимался у Эрнста Хадорна (Ernst Hadorn) и под его началом на кафедре зоологии получил в 1965 году степень доктора философии summa cum laude. В 1963—1967 годах также работал в альма-матер исследователем. После в качестве постдока работал в лаборатории Алана Гарена (Alan Garen) в Йельском университете, приглашённый ассистент-профессор в 1967—68 гг., в 1969 году стал ассоциированным профессором.
В 1972 году возвратился в Швейцарию и занял должность профессора кафедры клеточной биологии Biozentrum University of Basel. С 2009 года эмерит-профессор Базельского университета.
Погиб в ДТП.
Являлся генеральным секретарём EMBO и президентом International Society of Developmental Biologists.
Член EDBO, AAAS (1991), Genetics Society of America и др.
Член Американской академии искусств и наук (1987) и Европейской академии (1989).
Автор более 250 работ.

## Награды и отличия
Награждён Pour le Mérite (1993) и Большим офицерским крестом ордена «За заслуги перед Федеративной Республикой Германия» (2010).
- Otto Naegeli-Preis[нем.] (1982)
- Warren Triennial Prize, Гарвардская медицинская школа (1986)
- Dr. Albert Wander Preis, Wander AG. Bern (1986)
- Grand Prix Charles-Leopold Mayer[англ.] Института Франции (1986)
- Международная премия Гайрднера (1987)
- Louis-Jeantet Prize for Medicine[англ.] (1987)
- «Science pour l’Art» Science Prize of LVMH—Moët Hennessy/Louis Vuitton (1993)
- Newcomb Cleveland Prize[англ.], AAAS (1994)
- Runnström Medal, Стокгольмский университет (1995)
- Otto Warburg Medal[англ.] (1996)
- Prix Paul Wintrebert Университета Пьера и Марии Кюри (1997)
- March of Dimes Prize in Developmental Biology (1997)
- Gregor-Mendel-Medaille[нем.] (1998)
- Karl-Ritter-von-Frisch-Medaille[нем.] (2000)
- Премия Киото (2000)
- Alfred Vogt-Preis (2001)
- Премия Бальцана (2002)
- A.O. Kovalevsky Medal[англ.] (2003)

Почётный доктор Университета Пьера и Марии Кюри (2007), Барселонского университета (2010) и др.